# Дрозьдзенцин
Дрозьдзенцин (пол. Droździęcin) — село в Польщі, у гміні Твардоґура Олесницького повіту Нижньосілезького воєводства.
Населення — 68 осіб (2011).
У 1975-1998 роках село належало до Вроцлавського воєводства.

## Демографія
Демографічна структура станом на 31 березня 2011 року:
|          | Загалом | Допрацездатний вік | Працездатний вік | Постпрацездатний вік |
| -------- | ------- | ------------------ | ---------------- | -------------------- |
| Чоловіки | 34      | 9                  | 20               | 5                    |
| Жінки    | 34      | 6                  | 15               | 13                   |
| Разом    | 68      | 15                 | 35               | 18                   |